# 全印广播电台

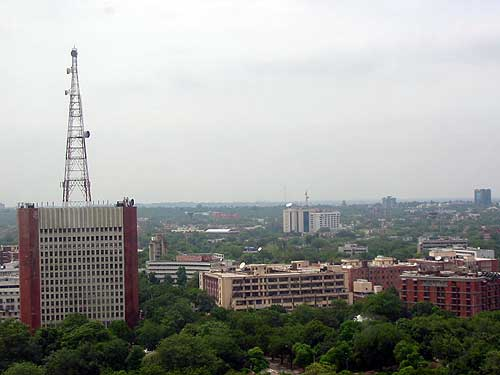
全印廣播電台总部大楼（左）

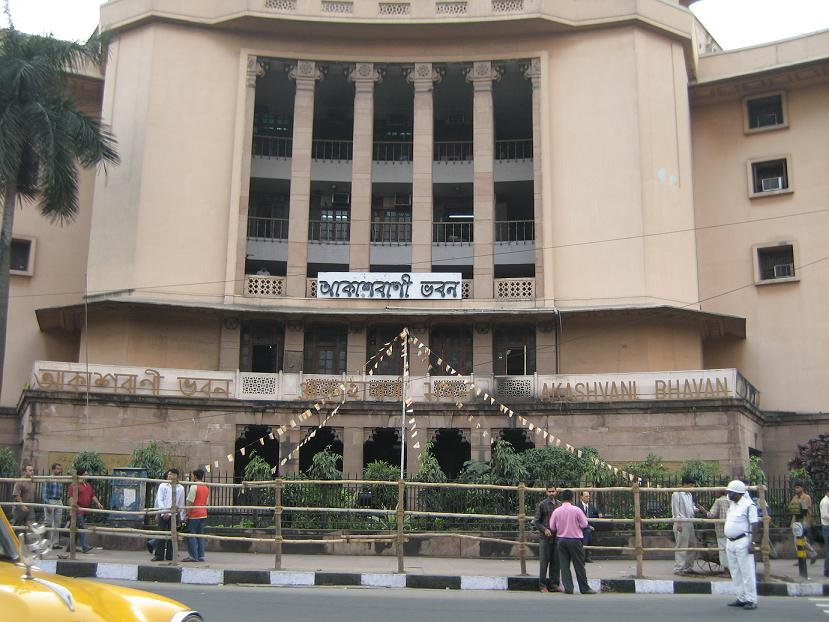
全印廣播電台加爾各答中心

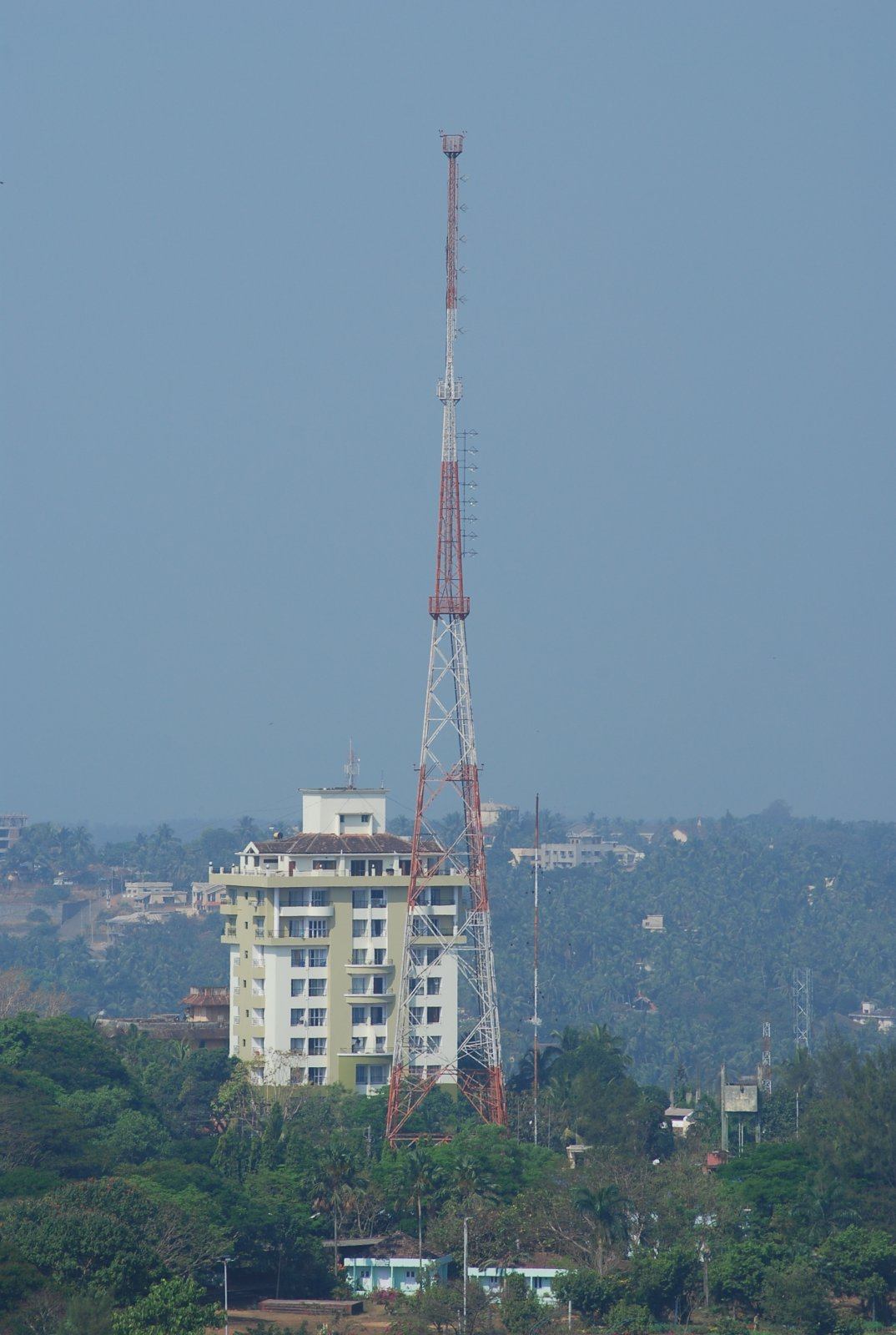
全印廣播電台门格洛尔发射站

全印广播电台（羅馬化：Akashvani，英语：All India Radio，简写为：AIR），成立于1927年，是印度官方性质的广播电台，隶属于印度政府新闻广播部下属的印度广播公司，总部设在新德里。1959年成立旗下全印电视台，开始播送电视节目；1996年，全印电视台正式脱离全印广播电台。
全印广播电台使用印地语、英语、泰米尔语、马拉地语等语言向印度全国广播，全印广播电台的广播网覆盖全国人口97.3%，为印度最大最有影响力的广播电台。此外，全印广播电台还使用27种语言向全世界播送电台节目。其中中文广播呼号为印度德里广播电台，但是由于受到干扰，难以清晰收听其节目。

## 华语广播
1942年4月1日，全印广播电台华语广播开播，其台呼为“印度德里广播电台”。

### 广播时间及频率
有效期：2024年10月27日至2025年3月30日
| 時間        | 频率      |
| 18:30-20:00 | 15410 kHz |
| 07:45-09:15 | 15280 kHz |

※时区：北京时间 UTC+8